# Jaja Wachuku
Jaja Anucha Wachuku (* 1. Januar 1918 in Nbawsi; † 7. November 1996 in Enugu, Bundesstaat Enugu) war ein nigerianischer Politiker und Diplomat.

## Leben
Wachuku, Sohn des Oberhäuptlings der Ngwa Josaiah Ndubuisi Wachuku, begann seine politische Laufbahn, als er zunächst 1951 zum Mitglied der Versammlung der damaligen Eastern Region gewählt und dann 1952 Mitglied des Bundesrepräsentantenhauses wurde. 1959 war er für einige Zeit Vorsitzender des Schlichtungsausschusses der Vereinten Nationen zur Zukunft der belgischen Kolonie Kongo sowie der französischen Kolonie Mittelkongo.
Nachdem Nigeria am 1. Oktober 1960 vom Vereinigten Königreich in die Souveränität entlassen wurde, übernahm er das Amt des Sprechers des Bundesrepräsentantenhauses und damit des Parlamentspräsidenten. Kurz darauf wurde er von Ministerpräsident Abubakar Tafawa Balewa zum Minister für Wirtschaftsentwicklung in das Kabinett berufen. Nachdem er 1960 Ständiger Vertreter Nigerias bei den Vereinten Nationen in New York City war, wurde er 1961 Außenminister sowie Minister für Beziehungen zum Commonwealth of Nations und behielt diese Ämter bis 1965.
Nachdem der Sturz und die Ermordung von Sylvanus Olympio, dem ersten Staatspräsidenten Togos, am 13. Januar 1963 den Ausnahmezustand in Togo zur Folge hatte und intensive diplomatische Reaktionen der Nachbarstaaten auslöste, die eine militärische Eskalation und Annexion Togos verhindern sollte, war Wachuku in seiner Funktion als Nigerias Außenminister für eine genaue Untersuchung der Todesumstände und behauptete, die Tat sei vom Ausland her organisiert und finanziert worden. Daher berief er elf Tage nach dem Attentat die Konferenz der Monrovia-Staaten ein. Zu den dreitägigen Beratungen wurden auch die Vertreter der Putschisten (Togolesische Revolutionsregierung) sowie die Anhänger des ermordeten Präsidenten geladen.
Nach einer weiteren Kabinettsumbildung war er zuletzt von 1965 bis 1966 Luftfahrtminister in der Regierung Balewa. Zwischen Oktober 1979 und Oktober 1983 war er Mitglied des Senats und vertrat in diesem die Interessen von Aba.
Bis kurz vor seinem Tode befasste sich Wachuku leidenschaftlich mit der Politik Nigerias und führte in einem Interview im Mai 1996 mit der Presseagentur News Agency of Nigeria aus, dass „Heuchelei, Opportunismus und Feigheit“ (‚hypocrisy, opportunism, and cowardice‘) die „drei Krankheiten“ (‚three diseases‘) seien, die Nigeria plagen. Er selbst setzte sich für die freie Marktwirtschaft als Grundlage für die Politik des Landes ein.